# Округ Дејвис (Ајова)
Округ Дејвис (енгл. Davis County) је округ у америчкој савезној држави Ајова.

## Демографија
По попису из 2010. године број становника је 8.753, што је 212 (2,5%) становника више него 2000. године.
| Група             | 2000.         | 2010.         |
| Белци             | 8.371 (98,0%) | 8.556 (97,7%) |
| Афроамериканци    | 15 (0,2%)     | 7 (0,1%)      |
| Азијати           | 17 (0,2%)     | 24 (0,3%)     |
| Хиспаноамериканци | 61 (0,7%)     | 85 (1,0%)     |
| Укупно            | 8.541         | 8.753         |